# Marià Matarrodona
Marià Matarrodona (Moià, ? - Manresa, 17-6-1865 fou un organista català de la primera meitat del segle xix.
Va ser organista de la Seu de Manresa des de 1812 i fins a la seva mort. Igualment va fer funcions de mestre de capella del mateix temple, en diverses ocasions i circumstàncies, sempre de forma interina.
No se li coneix producció musical.